# عبداللطیف الغنام
عبداللطیف الغنام (انگلیسی: Abdulatif Al-Ghanam؛ زادهٔ ۱۶ ژوئیهٔ ۱۹۸۵) یک بازیکن فوتبال اهل عربستان سعودی است.
از باشگاه‌هایی که در آن بازی کرده‌است می‌توان به الهلال عربستان، الشباب عربستان اشاره کرد.

## تیم ملی
وی همچنین در تیم ملی فوتبال عربستان سعودی بازی کرده است.